# Paragus fasciatus
Paragus fasciatus är en tvåvingeart som beskrevs av Daniel William Coquillett 1898. Paragus fasciatus ingår i släktet stäppblomflugor, och familjen blomflugor. Inga underarter finns listade i Catalogue of Life.